# Catherine Ringer
Pour les articles homonymes, voir Ringer.
Catherine Ringer, née le 18 octobre 1957 à Suresnes, est une auteure-compositrice-interprète française. Entre 1979 et 2007, elle forme, avec Fred Chichin (1954-2007), le groupe Les Rita Mitsouko.

## Biographie

### Les années de jeunesse
Catherine Ringer est la fille de Jeanine Ettlinger, architecte, et de Sam Ringer, peintre d'origine juive ashkénaze polonaise, et déporté dans neuf camps de concentration durant la Seconde Guerre mondiale (dont elle raconte l'histoire dans C'était un homme, sur l'album Cool Frénésie des Rita Mitsouko en 2000).
La jeune Catherine écoute Oum Kalthoum et Maria Callas, joue de la flûte et chante des chansons de Georges Brassens mais découvre également The Velvet Underground, les Rolling Stones. Elle écrit également des poèmes. À l'âge de huit ans, elle devient mannequin enfant pour des catalogues (Le Printemps) et fait la couverture de journaux de mode, afin d'améliorer la situation financière de sa famille.
À l'âge de onze ans, elle joue dans Les Deux Coquines, réalisé par Marianne Oswald,.
Elle quitte le foyer familial à l'âge de treize ans. Pendant un temps, elle assiste en auditrice libre à des cours à l'université et s'intéresse au théâtre, à la danse et au chant. À quinze ans, elle quitte l'école et se consacre à une carrière artistique,.

### Carrière au théâtre musical
À partir de 1975, Catherine Ringer chante dans plusieurs pièces de théâtre musical : Visite à Locus Solus, un texte de Raymond Roussel mis en scène par Michel Puig ; Fragments pour Guevara (ou Fragments pour le Che) de Pierre Bourgeade, mis en scène par Michael Lonsdale ; Nuits sans nuit, une adaptation du livre de Michel Leiris mise en scène par Michael Lonsdale sur une musique de Michel Puig ; Les Loups de Catherine Dasté, mis en scène par Michel Puig.
En 1976, elle rencontre la danseuse et chorégraphe argentine Marcia Moretto, qui devient son professeur de danse et avec qui Catherine danse au Café de la Gare dans le spectacle Silences nocturnes aux îles des fées d'Armando Llamas et en 1977 au théâtre Le Palace à l’occasion du festival Trans-Théâtres. Elle chante également dans N'Shima sous la direction de Iannis Xenakis au Théâtre de la Ville (Paris), joue dans Comme dans une bourrasque de Ricardo Mosner et dans Mère Courage et ses enfants de Bertolt Brecht mis en scène par Jacques Échantillon (1978) et dans un ballet africain.

### Carrière au cinéma et à la télévision
À la même période, elle prête sa voix à quelques dessins animés diffusés sur FR3 et à un film d'animation de Jean Hurtado : Les Boulugres. Ce film sera achevé en 1984, mais ne sortira que douze ans plus tard. À la télévision toujours, elle participe au documentaire Le Temps des yéyés, diffusé sur la première chaîne le 16 janvier 1980.
Entre 1975 et 1985, Catherine Ringer tourne dans une vingtaine de films pornographiques. Pour les essais de son premier film, Corps brûlants, elle est encore mineure : « J'avais 17 ans, je m'étais fait passer pour plus vieille », mais elle a 18 ans quand le film sort en juin 1976. Elle déclare plus tard l'avoir fait sans besoin d'argent, juste parce qu'elle était « bizarre ». On la voit dans des productions françaises, mais aussi allemandes et italiennes ; elle pose par ailleurs pour la revue danoise Sex Bizarre de la Color Climax et pour la revue suédoise Pirate. Elle est créditée aux génériques de ces films — souvent assez poussés pour l'époque dans le registre pornographique — sous son vrai nom, ou sous les pseudonymes de Lolita da Nova, Betty Davis ou Yvette Lemercier. C'est au printemps 1986 que le grand public découvre son passé dans le X, jusque-là connu des seuls amateurs de porno : en effet, alors qu'elle est devenue une vedette avec Les Rita Mitsouko, ses anciens films hard sont réédités dans des VHS qui la créditent sous le nom de « Mitsouko », voire de « Rita Mitsouko » (les éditeurs vidéo confondant la chanteuse et le duo). Devant cette utilisation du nom de son groupe, Catherine Ringer porte plainte : elle est cependant déboutée par la justice, ce qui permet aux éditeurs d'écouler leurs cassettes grâce à une nouvelle campagne publicitaire autour du « scandale Rita Mitsouko ». L'affaire fait quelque bruit dans les médias français, mais le public n'en tient pas rigueur à la chanteuse, dont la carrière musicale ne souffre pas.
Catherine Ringer est revenue plusieurs fois sur ces expériences, sans les renier. Peu après l'« affaire » des VHS, elle est insultée sur le plateau de l'émission Mon Zénith à moi par Serge Gainsbourg, qui la qualifie de « pute » pour avoir tourné dans des films X,. Elle lui répond qu'elle a vécu « l'aventure moderne », il réplique que « l'aventure moderne n'est pas dégueulasse », elle lui rétorque qu'il est devenu « le dégueulasse-type ». La séquence est commentée par Pierre Desproges, qui, prenant la défense de Catherine Ringer, dit de Gainsbourg : « je l'aimais beaucoup, de son vivant. »
En 1986, dans l'émission Sexy Folies présentée par Mireille Dumas, elle raconte que son expérience dans le porno était faite de « situations violentes, difficiles, où son image personnelle [était] complètement écrabouillée, réduite à néant » et compare le porno à une forme de « service militaire ». Dans l'émission C à vous du 6 novembre 2017, alors qu'on lui demande sa position sur le mouvement BalanceTonPorc, elle déclare : 

« J'ai été victime de 13 ans et demi à 20 ans d'un pervers narcissique qui m'a entraînée dans les zones pornographiques, dans le viol. J'étais une petite jeune abandonnée par des parents qui ne connaissaient rien à ça. Il faut dire qu'on vivait une époque dans les années 1970 — je ne suis pas la seule à avoir vécu ça — où on disait : « on va se libérer », « vive l'amour libre ». Donc, vas-y, t'as 15 ans, lis donc « Emmanuelle ». On va faire comme dans Emmanuelle, tu vas devenir l'esclave d'un mec qu'a 45 ans, je te donne à lui, etc. Moi, je me suis laissé faire aussi, et j'en ai beaucoup souffert. J'ai beaucoup pleuré. J'ai eu beaucoup de séquelles. Bon, maintenant, on fait aussi avec tout ça. Lui aussi avait été plus ou moins violé quand il était petit dans des écoles catholiques. C'est aussi grâce à lui que j'ai commencé à être une chanteuse professionnelle. Voilà, je n'irai pas le dénoncer par contre. En plus, il y a prescription. »

### Carrière pop

#### Les Rita Mitsouko (1979-2007)
En 1979, Catherine Ringer chante dans la comédie musicale Flashes rouges de Marc'O et Geneviève Hervé. Faute de salaires, deux des musiciens quittent le spectacle. Fred Chichin est engagé et, au bout d'une semaine de répétition, dit à Catherine : « Allez viens, on va faire un groupe de rock ! » Ils forment d’abord Les Sprats, composent et jouent entre autres sur scène la musique d'Aux limites de la mer d’Armando Llamas mis en scène par Catherine Dasté avec Marcia Moretto (1980) et de Pôle à pôle chorégraphié par Marie-Christine Gheorghiu et Alain Buffard (1982).
Après quelques tentatives de travail en groupe, c'est finalement en duo que Catherine et Fred choisissent de fonctionner. Le couple travaille chez lui et c'est dans leur cuisine que naissent leurs premiers titres. De concert en concert, dans des bars ou des boîtes rock, ils se forgent une petite notoriété dans Paris. C'est au Gibus, en novembre 1980, que le duo se présente sous le nom de Rita Mitsouko.

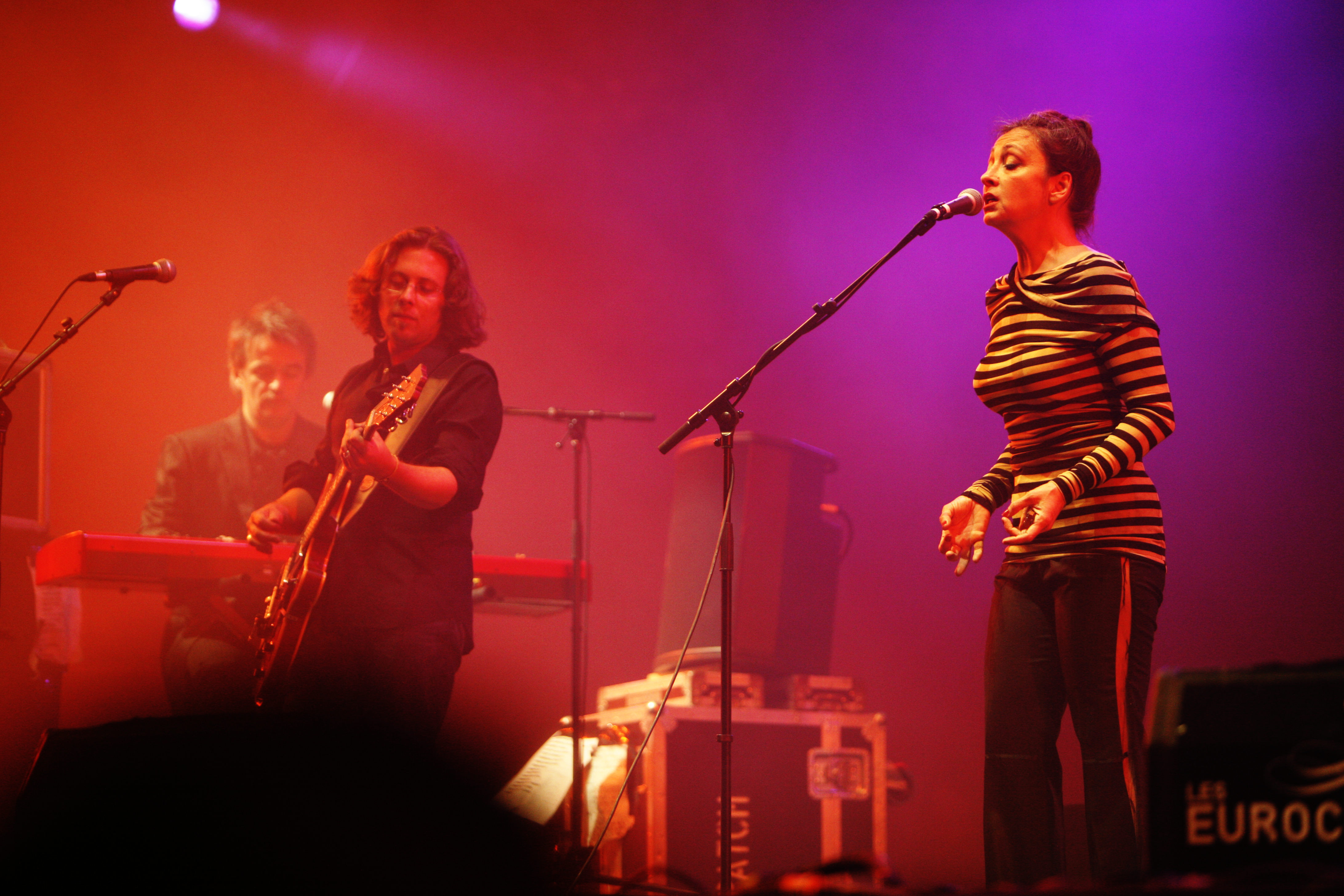
Les Rita Mitsouko aux Eurockéennes de Belfort en 2007.

En 1985, le duo se rebaptise « Les Rita Mitsouko » pour en finir avec la méprise répandue dans la presse et leur public — on croyait souvent que le nom du groupe était celui de la chanteuse, et vice versa. La même année, le 45 tours Marcia Baïla, hommage à Marcia Moretto, les révèle au grand public.
Leur carrière dure près de trente ans (1979-2007), comptant sept albums studio originaux : Rita Mitsouko, The No Comprendo, Marc et Robert, Système D, Cool Frénésie, La Femme trombone, Variéty), un album de remixes (RE) et deux albums live (Acoustiques, Les Rita Mitsouko en concert avec l'orchestre Lamoureux). Ils sont nommés tous les deux chevalier des Arts et des Lettres.
Tout au long de ces années, ils collaborent avec de nombreux artistes comme les Sparks, Iggy Pop, Richard Galliano ou Jean Néplin, multiplient les tournées internationales et se distinguent par leurs clips, réalisés, entre autres, par Philippe Gautier ou Jean-Baptiste Mondino. Plusieurs de leurs morceaux deviennent des tubes (Andy, C’est comme ça, Les Histoires d'A., Le Petit Train, Y'a d'la haine, etc.) et Les Rita Mitsouko s’imposent comme des artistes incontournables dans le paysage du rock et de la chanson française.

#### Catherine Ringer en parallèle des Rita Mitsouko
Parallèlement, Catherine Ringer chante aussi en duo avec Marc Lavoine (Qu’est-ce que t’es belle) ou pour des bandes originales de films (Tatie Danielle, Les trois frères, Sinon oui [composée avec Archie Shepp], Un grand cri d’amour, Reines d’un jour, etc.). En 2002, elle revient également au théâtre musical en interprétant le rôle principal dans Concha Bonita d'Alfredo Arias (musique de Nicolas Piovani) au théâtre de Chaillot. En 2004, le spectacle tourne en Italie en version italienne.

#### L'après Rita Mitsouko (2007-2008)
Après la mort de Fred Chichin, en novembre 2007, Catherine Ringer, sans remplacer Fred, reprend la tournée interrompue, renommée Catherine Ringer chante Les Rita Mitsouko and more, qui se terminera par deux concerts les 21 et 22 juillet 2008 à La Cigale et une ultime représentation le 27 juillet 2008 sur la scène du Métropolis de Montréal.
Le 24 novembre 2008 paraît l'album live CD/DVD de La Cigale.

#### Le premier album soloRing n' Rollet le «Ring n' Roll Tour» (2009-2012)
En 2009, Catherine Ringer commence l'enregistrement de son premier album solo et offre à son public une chanson diffusée sur internet, Je kiffe Raymond, en référence au sélectionneur de l’équipe de France de football, Raymond Domenech. Elle continue à collaborer avec d’autres artistes, comme Mauro Gioia avec qui elle chante des chansons de Nino Rota et de Renato Carosone. Nouvelles bandes originales de films : Liberté de Tony Gatlif, Les Aventures extraordinaires d'Adèle Blanc-Sec de Luc Besson.
Ring n' Roll sort en avril 2011. Il contient douze chansons, dont trois feront l’objet de clips : « Pardon », « Prends-moi » et « Punk 103 ». Pour ce nouvel opus, Catherine Ringer retrouve Mark Plati, le producteur de David Bowie et de Variéty, et collabore avec l’accordéoniste japonais Coba ainsi que RZA du Wu-Tang Clan. Cette même année, elle est élevée au rang d’officier des Arts et des Lettres. Elle entame une tournée internationale, Ring n' Roll Tour, qui passe par La Cigale et l’Olympia à Paris, dans de nombreuses villes françaises mais aussi à Bruxelles, Londres, au Québec, aux États-Unis et sillonne les routes jusqu’en août 2012. Salué par la critique[réf. nécessaire], Ring n' Roll est nommé aux Victoires de la Musique 2012 dans la catégorie « Meilleur album de chansons » et Catherine Ringer remporte la Victoire de la « Meilleure artiste féminine » ainsi que le Prix spécial de la SACEM.

#### Le trio Plaza Francia (2013-2015)
Courant 2013, par l'intermédiaire d'Alfredo Arias, Eduardo Makaroff et Christoph H. Müller, tous deux musiciens membres fondateurs du groupe Gotan Project, rencontrent Catherine Ringer et lui proposent d'enregistrer une chanson pour leur nouveau projet intitulé Plaza Francia (du nom de la « Place France », située à Recoleta, un quartier résidentiel de Buenos Aires). Finalement, Catherine enregistrera toutes les chansons de l'album (des chansons de tango composées par Makaroff et Müller) et intégrera la formation à part entière.
Le temps de faire vivre leur projet commun Plaza Francia, Catherine et les deux musiciens mettent provisoirement de côté leurs projets respectifs : pour Catherine, de nouvelles chansons sur lesquelles elle a déjà commencé à travailler, et pour Makaroff et Müller, le groupe Gotan Project.
Le trio donne ses deux premiers concerts en France le 29 novembre 2013 à Sannois (Île-de-France) et le 30 novembre à Clermont-Ferrand (Auvergne).
Le 7 avril 2014, Plaza Francia publie un album sous le titre A New Tango Song Book et se lance, dès le lendemain, dans une tournée de vingt dates en France et en Suisse, dont trois soirs consécutifs au Printemps de Bourges, tournée qui durera jusqu'en novembre 2015.

#### Chroniques et Fantaisieset tournées de concerts (2016-2018)
En août 2016, Catherine Ringer annonce son retour à la scène et la préparation d'un nouvel album à paraître en 2017.
À l'automne 2016, cette fois-ci sans Plaza Francia, elle se lance dans une nouvelle tournée de douze concerts, du 18 octobre au 14 novembre, au cours desquels elle interprète des chansons de son futur album (dont le titre provisoire est Senior), des titres des Rita Mitsouko ainsi que des musiques de films,.
Fin janvier 2017, elle annonce une première date de concert pour 2017 : le dimanche 14 mai à Castelsarrasin (salle Jean-Moulin), dans le cadre du festival Grain de Sel. S'ensuit l'annonce d'une trentaine d'autres dates en France (et une seule en Suisse, à Lausanne) jusqu'en décembre 2017.
Le 3 novembre 2017 paraît son nouvel album intitulé Chroniques et Fantaisies.
Elle repart en tournée pour vingt-cinq concerts, du 7 mars (à Nantes) au 4 août 2018 (à Courlans, dans le Jura), avec, cette fois, une visite de trois pays limitrophes : le Luxembourg, la Belgique et la Suisse.

#### Tournée des quarante ans des Rita Mitsouko (2019-2021)

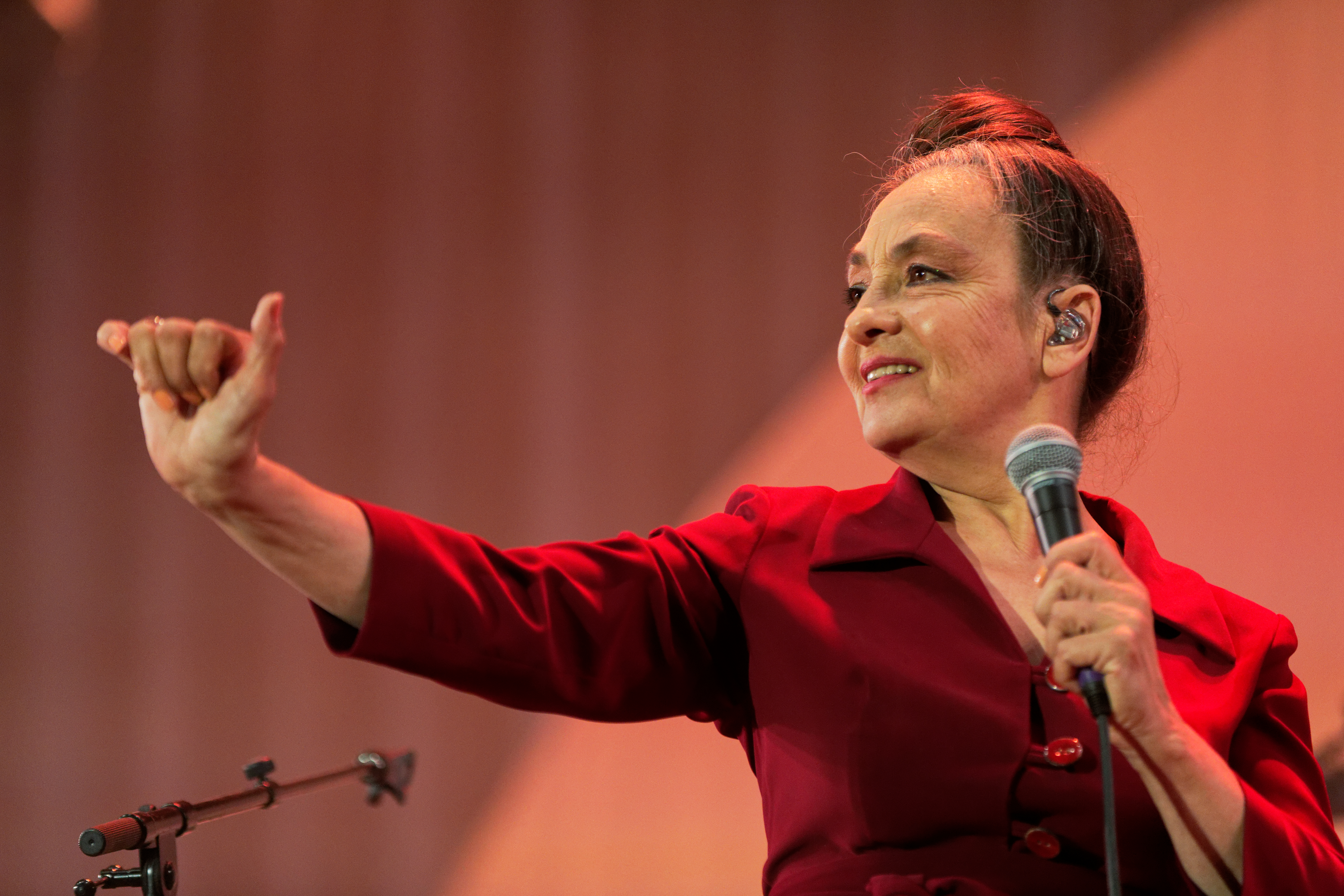
Catherine Ringer au festival des Vieilles Charrues en 2021.

En 2019, Catherine Ringer prend la route avec ses musiciens pour revisiter le répertoire culte des Rita Mitsouko en se lançant (jusqu'au 6 décembre 2019, ensuite prolongé) dans une tournée de célébration des quarante ans du groupe intitulée « Catherine Ringer chante les Rita Mitsouko ». Par cette tournée, elle perpétue l'œuvre du groupe qui l'a fait connaître. Elle est l'une des personnalités à participer au dernier défilé de Jean-Paul Gaultier en janvier 2020 telles Coco Rocha, Amanda Lear, Mylène Farmer, Rossy de Palma, Dita von Teese et Estelle Lefébure,.
Le répertoire du groupe est gravé sur sillons avec la sortie le 11 décembre 2020 d'un double album CD / triple album vinyle en public intitulé Catherine Ringer chante les Rita Mitsouko enregistré à la Philharmonie de Paris les 28 et 29 septembre 2020,.
Toujours en 2020, elle est nommée dans la catégorie « Artiste féminine de l'année » aux Victoires de la musique.
Le 19 juillet 2021, souffrant du Covid-19, elle annule plusieurs dates de sa tournée des festivals.
Le 25 novembre 2021, elle est victime d'un malaise sur la scène du Forum de Liège.

### Engagements artistiques symboliques
Le 12 mars 2021, lors de la cérémonie des César, elle a interprété Je reviens te chercher sur scène, une musique choisie pour symboliser les salles de cinéma fermées durant les périodes de confinement.
Le 8 mars 2024, lors de la cérémonie de scellement du droit à l'interruption volontaire de grossesse dans la Constitution, elle a entonné La Marseillaise, mais avec des paroles retravaillées pour plus d'inclusivité et souligner l'enjeu historique : « Aux armes citoyens, citoyennes » puis « Marchons et chantons cette loi pure dans la Constitution ».

### Famille
Fred Chichin et Catherine Ringer, qui ont vécu ensemble, ont eu trois enfants : Ginger Romàn (1984), qui est actrice, Simone Ringer (1990), graphiste et chanteuse dans le groupe Minuit avec son frère Raoul Chichin (1992), guitariste. Ce dernier l'accompagne dans sa tournée 2019 pour les quarante ans des Rita Mitsouko.

## Discographie

### En solo

#### Singles
- Qu'est-ce que t'es belle (avec Marc Lavoine, 1988)
- Eso es el amor (bande originale du film Un grand cri d'amour de Josiane Balasko, 1997)
- Doux Daddy (bande originale du film Les Trois Frères des Inconnus, 1995)
- Parle plus bas (avec Mauro Gioia, de Nino Rota, 2008)
- Je kiffe Raymond (2009) (sur Raymond Domenech)
- Les Bohémiens (bande originale du film Liberté de Tony Gatlif, 2010)
- L'Adèle (bande originale du film Les Aventures extraordinaires d'Adèle Blanc-Sec de Luc Besson, 2010)
- Quel est ton nom (édité en édition limitée pour la journée des disquaires indépendants, le 16 avril 2011)
- Pardon (2011)
- Vive l'amour (2011)
- Prends-moi (2012)
- Punk 103 (2012)
- La mano encima (avec Plaza Francia, 2014)
- Secreto (avec Plaza Francia, 2014)
- Idées noires (reprise, avec Bernard Lavilliers, 2014)
- Senior (2017) - supports numérique et physique : CD et LP album Chroniques et Fantaisies
- Como va (2017) - supports numérique et physique : CD et LP album Chroniques et Fantaisies
- Un bien bel homme (2017) - supports numérique et physique : CD et LP album Chroniques et Fantaisies

#### Clips
- Qu'est-ce que t'es belle (de Jean-Baptiste Mondino, avec Marc Lavoine, 1988)
- Eso es el amor (de Josiane Balasko, 1997)
- L'Adèle (de Christophe Acker, 2010)
- Pardon (de Philippe Gaultier, 2011)
- Prends-moi (d'Emmanuel Noyon, 2012)
- Punk 103 (de Marc Duez, 2012)
- La Maternité des Lilas (de Sarah Gueday, 2013)[36]
- La mano encima (avec Plaza Francia, 2014)
- Idées noires (de Christophe Acker avec Bernard Lavilliers, 2014)

### Coffret
- 2019 : L'intégrale : Coffret de 12 CD + 1 DVD.
- 2019 : L'intégrale : Coffret de 13 Disques Vinyles + DVD + une feutrine pour platine vinyle + un poster exclusif.

#### Autres
- 1985 : Les Enfants du Velvet, titre All Tomorrow's Parties (Disque compilation en hommage à Lou Reed)
- 1999 : Emmaüs Mouvement, titre Le juste prix (Disque anniversaire des 50 ans du mouvement Emmaüs)

#### Singles
- 1982 : Minuit dansant / Don't forget the nite
- 1984 : Restez avec moi / Marcia Baïla
- 1986 : Andy / Un soir, un chien / C'est comme ça / Les Histoires d'A.
- 1988 : Mandolino City / Singing in the shower (avec Sparks) / Tongue dance / Le petit train
- 1990 : Hip kit / Don't forget the nite
- 1993 : Y'a d'la haine / Les Amants / Femme d'affaires
- 1996 : Riche (en duo avec Doc Gynéco / If I were a rich man (adaptation)
- 2000 : Cool frénésie / Alors c'est quoi / Femme de Moyen Âge
- 2002 : Triton / Sasha / Tu me manques
- 2004 : Triton (live) / La sorcière et l’inquisiteur (live) / Andy (live) / Où sont-ils donc ? (live) / Écoutez la chanson bien douce (live)
- 2007 : Communiqueur d'amour / Ding Dang Dong / Même si / L'ami ennemi

#### Clips
- 1984 : Jalousie réalisé par Jean-Paul Gaultier
- 1985 : Marcia Baïla réalisé par Philippe Gautier
- 1986 : Andy réalisé par Philippe Gautier
- 1987 : C'est comme ça réalisé par Jean-Baptiste Mondino
- 1987 : Les Histoires d'A. réalisé par Louis Coccar[37]
- 1988 : Singing in the Shower (avec Sparks) réalisé par Tim Pope
- 1989 : Le Petit Train réalisé par Jean Achache
- 1990 : Hip kit (William Orbit remix) réalisé par Hiroyuki Nakano
- 1994 : Y'a d'la haine réalisé par Sébastien Chantrel
- 1994 : Les Amants réalisé par Jean-Baptiste Mondino
- 2000 : Cool frénésie réalisé par Sébastien Caudron
- 2000 : Alors c'est quoi ? réalisé par Olivier Babinet et Didier Richarth
- 2002 : Triton réalisé par Hiroyuki Nakano
- 2002 : Sasha réalisé par Hiroyuki Nakano
- 2007 : Ding Dang Dong réalisé par Tim McGurr
- 2007 : Même si réalisé par Philippe Gautier

### Participations
- 1990 : La Complainte de la vieille salope (BO du film Tatie Danielle d'Étienne Chatiliez, musique de Gabriel Yared)
- 1995 : Doux Daddy (BO du film Les Trois Frères)
- 1995 : Peut-être ce soir (sur l'album Roots de Coba)
- 1997 : Sinon, oui (BO du film Sinon, oui de Claire Simon, musique d'Archie Shepp et Catherine Ringer)
- 1997 : Les Joyeux Bouchers de Boris Vian (compilation Jazz à St Germain avec le Renegade Brass Band)
- 1998 : Rendez-vous (sur l'album Conscious Posi de Coba)
- 1998 : Sa raison d'être (sur l'album Ensemble contre le sida (Sidaction)
- 1998 : Paranoïa (sur l'album les Liaisons dangereuses de Doc Gyneco)
- 2001 : Le Vent de Georges Brassens (BO du film Reines d'un jour)
- 2002 : Tawes (sur l'album Uni-vers-elles de Djura)
- 2003 : Concha Bonita (VHS & DVD)
- 2004 : La Bohème de Charles Aznavour, en duo avec Corneille
- 2005 : Maudie (sur l'album Le Pavillon des fous de Thomas Fersen)
- 2006 : Concha Bonita (version italienne en CD)
- 2008 : Rendez-vous chez Nino Rota, dirigé par Mauro Gioia
- 2010 : Les Bohémiens (BO du film Liberté de Tony Gatlif)
- 2019 : I Want Your Love + I've Got You Under My Skin (sur l'album Fashion Freak Show)
- 2020 : Les Souliers de Guy Béart (sur l'album De Béart à Béart(s))
- 2023 : Cadors (BO du film Les Cadors de Julien Guetta)

## Théâtre musical
- 1975 : Visite à Locus Solus, un texte de Raymond Roussel musique et mis en scène par Michel Puig, Fragments pour Guevera (ou Fragments pour le Che) de Pierre Bourgeade mis en scène par Michael Lonsdale sur une musique de Michel Puig, Nuits sans nuit, une adaptation du livre de Michel Leiris mise en scène par Michael Lonsdale sur une musique de Michel Puig
- 1976-1977 : Les Loups de Catherine Dasté, mis en scène par Michel Puig, Silences nocturnes aux îles des fées d'Armando F. Llamas avec Marcia Moretto
- 1977 : N'Shima sous la direction de Iannis Xenakis
- 1978 : Comme dans une bourrasque de Ricardo Mosner, Mère Courage et ses enfants de Bertolt Brecht, mise en scène Jacques Échantillon, Les Tréteaux du Midi
- 2002 à 2005 : Concha Bonita, comédie musicale d'Alfredo Arias et René de Ceccatty
- 2019 : Fashion Freak Show de Jean-Paul Gaultier aux Folies Bergère, pour dix représentations en mai 2019
- 2021-2024 : L'Érotisme de vivre, d'après les poèmes d'Alice Mendelson[38]

## Filmographie
Cette section concerne sa filmographie en tant qu'actrice. Voir aussi les sections « Singles » et « Participations » pour sa participation à certaines bandes originales de films.

### Cinéma et télévision
- 1969 : Les Deux Coquines (téléfilm de 22') de Marianne Oswald et Claude Denys: avec Marlène Alexandre, Dominique Serreau
- 1975 : Au long de rivière Fango[39],[40] de Catherine Sigaux dite Sotha avec Patrick Dewaere, Romain Bouteille, Rufus, Élisabeth Wiener (Catherine apparait une seconde dans le making of L'Art et les restes, vers 2'08")[41]
- 1979 : Flashes Rouges de Marc-Gilbert Guillaumin dit Marc'O avec Fred Chichin
- 1983 : Les Boulugres film d'animation de Jean Hurtado : avec sa voix et celles de Michael Lonsdale, Daniel Berlioux
- 1987 : Soigne ta droite de Jean-Luc Godard : avec Fred Chichin, Jane Birkin, Dominique Lavanant , Pauline Lafont, Jacques Villeret, François Périer, Michel Galabru , Rufus, Jean-Luc Godard ....
- 2000 : La Dame pipi (court métrage) de Jacques Richard avec Jackie Berroyer, Géraldine Danon, Brigitte Lahaie
- 2021 : Fantaisies et Chroniques (film musical) de Roland Allard[réf. nécessaire] avec Catherine Ringer
- 2022 : La Fille au cœur de cochon (feuilleton télévisé) de David André, Alice Vial avec Héloise Volle, Victor Bonnel
- 2022 : Capitaine Marleau (série télévisée), épisode Follie's de Josée Dayan, avec Corinne Masiero, Samuel Mercer, Michel Fau, Sasha Hekimian, Maxime d’Aboville, Jimmy Woha Woha, Blanca Li, Zahia Dehar et Abdelkader Abou El Hassen : Catherine Ringer est Madame Rosa.
- 2022 : Charlotte Salomon, la jeune fille et la vie (documentaire) de Delphine Coulin et Muriel Coulin - Catherine Ringer y chante et parle[42] et les comédiens Vicky Krieps, Mathieu Amalric, Hanna Schygulla, André Wilm prêtent leur voix.
- 2023 : Le Temps des paysans de Stan Neumann : Catherine Ringer est la narratrice
- 2025 : Aimer perdre de Lenny et Harpo Guit: Delphine[43], Maria Cavalier-Bazan, Melvil Poupaud, Axel Perin

### Films classés X
- 1976 : Corps brûlants de Bart Caral : Michèle Perello, Luc Templar, Chantal Fourquet, Gabriel Pontello, Paul-Clément Devigny, Danielle Troger, Jean Moore, Elizabeth Graine
- 1976 : La Fessée ou les Mémoires de monsieur Léon maître-fesseur de Claude Bernard-Aubert : Emmanuelle Parèze, Antoine Fontaine, Ellen Earl, Danielle Altenburger, Corinne Lemoine , Jacques Marbeuf , Lilian Allan, Massimo Del Arte, Martine Grimaud , Michel Carin, Richard Allan , Marie-Christine Chireix, Olivier Mathot , Maria Malone
- 1977 : Body Love de Lasse Braun : avec Gilda Arancio, Glenda Farrel et Carmelo Petix
- 1977 : Love Inferno de Lasse Braun : avec Dominique Pascal, Glenda Farrel, Tony Morena, Frédérique Souchier, Susi Panorama
- 1978 : Teenage Bestsellers 257 de Color Climax (production danoise[44])
- 1978 : Soumission (ou La Maison des fantasmes ou Clarisse en version soft) de Burd Tranbaree avec Brigitte Lahaie, Richard Allan et Dominique Aveline.
- 1979 : Journal intime d'une salope avec Brigitte Lahaie
- 1979 : Poker Show (ou Poker Partouze) de Joe de Palmer avec Cathy Stewart, Dominique Troyes (Marilyn Jess), Richard Lemieuvre, Omar Faudel
- 1979 : Histoires de cul de Michel Ricaud, segment La Gloutonne : Vivane, avec Jean-Pierre Armand
- 1979 : Paradise de Pierre B. Reinhard avec Jean-Pierre Armand
- 1980 : Sex Play de Gerard Kikoine avec Dominique Saint Claire
- 1980 : Poker Show de Joe de Palmer avec Dominique Saint Claire
- 1980 : Petits trous libertins de Pierre B. Reinhard avec Hubert Géral
- 1981 : Mélodie pour Manuella de Joë de Palmer avec Marilyn Jess et Olinka Hardiman
- 1981 : L'Éducation d'Orphélie de Michel Ricaud avec Sussane Laesson, Claudia Morel, Marianne Aubert, Jean-Pierre Armand
- 1981 : Lingeries intimes de Jean-Claude Roy : avec Dominique Saint Claire et Élisabeth Buré
- 1981 : Angela et ses amies (Quella porcacciona di mia moglie) de Lorenzo Onorati : avec Marina Hedman
- 1981 : Perversions très spéciales pour jeunes filles de bonne famille (Lea) de Lorenzo Onorati : avec Laura Levi et Marina Hedman
- 1981 : Provinciales en chaleur de Jean-Claude Roy : avec Alban Ceray, Evelyne Schultz et Cathy Stewart
- 1981 : Innocence impudique de Jean-Claude Roy avec Alban Ceray, Cathy Stewart
- 1981 : Gorges profondes et petites filles (Jeunes, jolies et garces) de Hubert Géral avec Jean-Pierre Armand et Dominique Aveline
- 1981 : Greta, Monika et Suzel de Gérard Kikoïne : avec Gil Lagardère, Jack Gatteau, Carmelo Petix
- 1982 : L'Inconnue d'Alain Payet avec Olinka Hardiman et Désiré Bastareaud
- 1983 : Marathon Love d'Andrei Feher avec Olinka Hardiman, John King, Cathy Stewart
- 1985 : Porno Race d’Andrew Whyte avec Dominique Saint Claire

## Distinctions

### Décoration
- Commandeur de l'ordre des Arts et des Lettres en 2016[45] (officier en 2011)[17]

### Récompenses
- 2012 : Victoire de la musique de l'artiste interprète féminine de l'année[18]
- 2012 : Prix spécial de la Sacem[19],[46]
- 2012 : Distinction numérique INA[19],[46]
- 2016 : Étoile d'honneur, journal Le Parisien[47]
- 2019 : Olympia Award d'honneur pour ses 40 ans de carrière[réf. nécessaire]
- 2020 : Prix Topor[réf. nécessaire]